# Sépiová kost

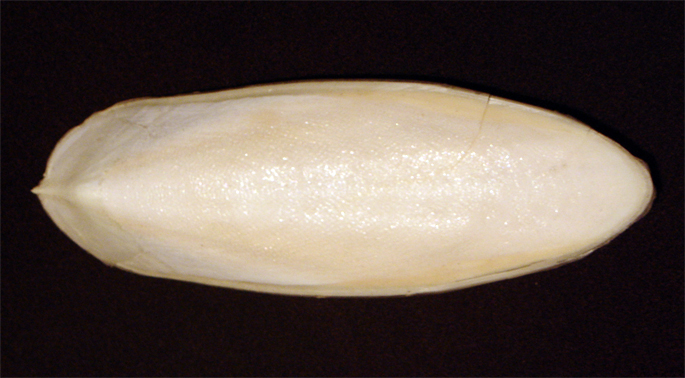
Sépiová kost

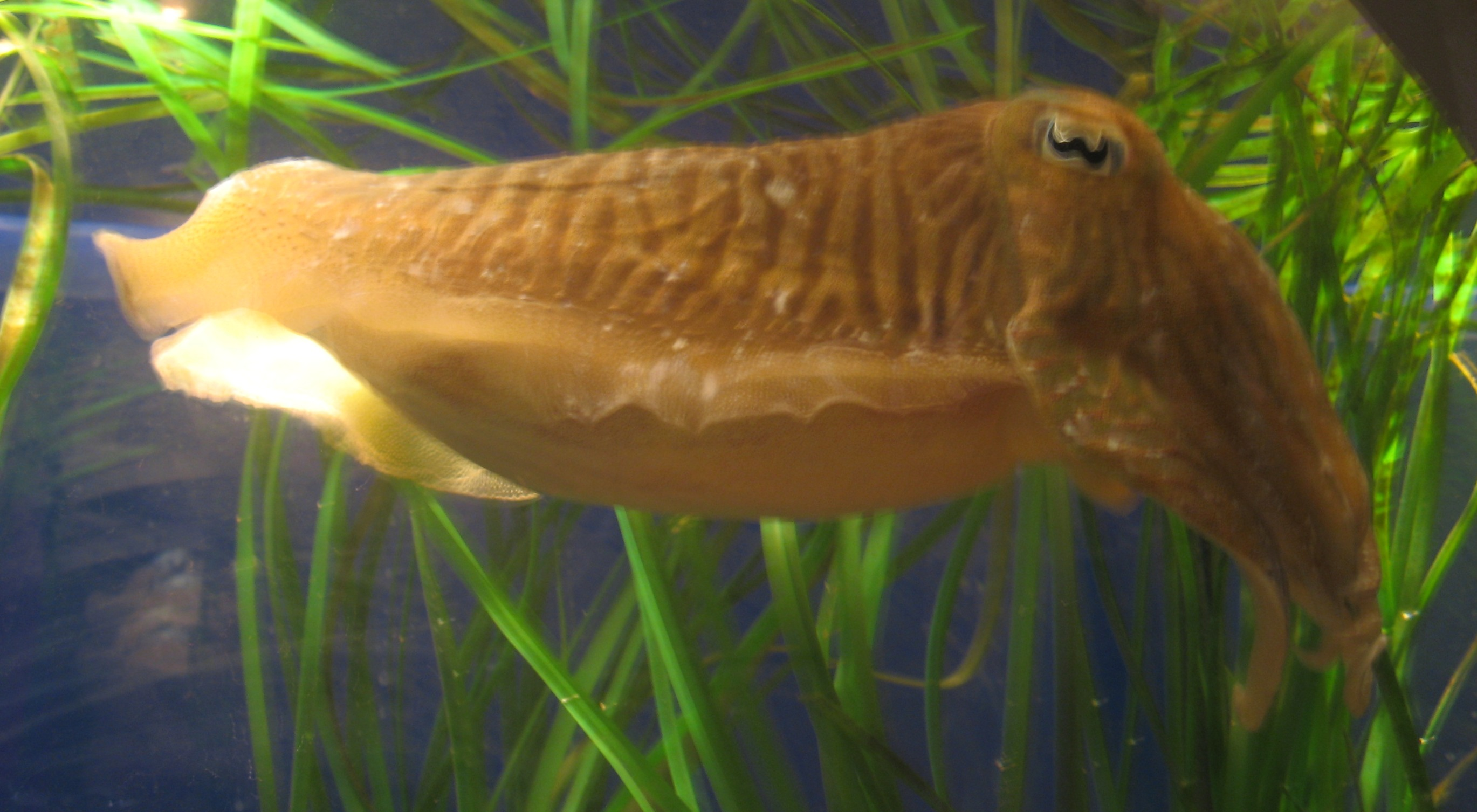
Sépie obecná (Sepia officinalis)

Sépiová kost je redukovaná původní schránka dvoužábrých hlavonožců, které zařazujeme do kmene měkkýšů. U řádu sépie se dlouhým vývojem pozměnila svůj význam a stala se vnitřním orgánem.

## Klasická schránka
Hlavonožci jsou nejvýše organizovanou skupinou měkkýšů. Jejich schránky jsou přímé nebo spirální. Schránka je, zjednodušeně řečeno, rozdělena na obytnou komůrku (u ústí schránky) a oblast s plynovými komůrkami (v hloubí schránky), tzv. fragmokon. Hlavonožec je se schránkou spojen tkáňovým (sifonální) provazcem, který prostupuje jednotlivé plynové komůrky. Umožňuje tak živočichu regulovat tlak plynu ve schránce a tím vyrovnávat hydrostatický vztlak, umožňuje mu volně se vznášet v různých hloubkách. Obdobnou funkci má plynový měchýř u kostnatých ryb.

## Redukovaná schránka
U řádu sépie je obytná komůrka schránky redukována na drobný trnovitý výběžek, schránka přestala plnit úlohu úkrytu a stala se vnitřní oporou těla. Zůstala pouze oblast s komůrkami, která se přemístila dorzálně do těla pod kůži ve formě sépiové kosti (sepionu). Je z modifikací uhličitanu vápenatého, převážně aragonitu, a plní původní funkci fragmokonu. Tvořena je pevným kalcitem na spodní straně, ke kterému přiléhá porézní, křehká vrstva s mnoha mikroskopickými plynovými komůrkami uspořádanými do lamel.
Podle druhu sépie bývá její tvar oválný, kopinatý nebo kosodélnikovitý, bývá přibližně stejně dlouhá jako plášť. S růstem sépie přirůstají jednotlivé lamely sépiové kosti, u tropických druhů jedna denně, u chladnomilnějších cca jedna za dva až tři dny.

## Zdroj
Sépiové kosti se získávají z usmrcených sépií lovených pro své chutné maso nebo se v malé míře nacházejí vyvrhnuté na pobřeží po sépiích zahynulých přirozenou smrtí.

## Použití
Sépiová kost se tradičně používá jako zdroj snadno přijímatelného organického vápníku pro domácí chovy mnoha druhů zvířat, obzvláště pro želvy, ještěry, ptáky, hlemýždě atd. Obsahuje min. 30 % využitelného vápníku a 0,03 % fosforu. Doporučuje se také v kombinacemi s jinými látkami jako vhodný doplněk vápníku pro lidský organismus.
Sépiové kosti jsou tradičně používány klenotníky pro výrobu forem pro odlévání drobných předmětů z drahých kovů.